# 島根県道351号出雲路自転車道線
島根県道351号出雲路自転車道線（しまねけんどう351ごう いずもじじてんしゃどうせん）は、島根県出雲市鹿園寺町（ろくおんじちょう）と同市大社町杵築北を結ぶ自転車・歩行者専用の一般県道である。

## 概要

### 路線データ
- 起点：出雲市鹿園寺町（鹿園寺駐輪場、島根県道352号宍道湖湖北自転車道線交点）
- 終点：出雲市大社町杵築北（国道431号・島根県道29号大社日御碕線交点）
- 総延長：30.9km
- 実延長：

## 沿革
- 1977年3月11日 島根県告示第185号により島根県道351号平田大社自転車道線として認定される。
  - 島根県道では初めての自転車道県道である。
- 1991年 整備が完了する。
- 2005年3月22日 出雲・平田両市および簸川郡のうちの湖陵・佐田・大社・多伎各町）が対等合併して改めて出雲市が設置されたことに伴い全区間が出雲市域を通る路線になり、併せて起終点の地名表記が変更される。
- 2006年3月31日 島根県告示第366号により通称から採られた現行の路線名称に変更される。

## 路線状況

### 重用区間
- 島根県道159号出雲平田線（出雲市西代町 - 出雲市武志町間）
- 島根県道26号出雲三刀屋線（出雲市大津町）
- 島根県道162号大社立久恵線（出雲市松寄下町）
- 国道431号（出雲市大社町杵築西 - 出雲市大社町杵築北〔終点〕間）

## 地理

### 通過する自治体
- 出雲市

### 交差する道路
| 交差する道路                                                         | 交差する場所                 | 交差する場所     |
| -------------------------------------------------------------------- | ---------------------------- | ---------------- |
| 島根県道352号宍道湖湖北自転車道線                                    | 鹿園寺町（ろくおんじちょう） | 起点             |
| 島根県道23号斐川一畑大社線                                           | 灘分町                       | [ 注釈 1 ]       |
| 島根県道184号平田荘原線                                              | 灘分町                       |                  |
| 島根県道159号出雲平田線 重複区間起点 島根県道275号十六島直江停車場線 | 西代町                       |                  |
| 島根県道159号出雲平田線 重複区間終点                                 | 武志町                       |                  |
| 島根県道161号斐川出雲大社線                                          | 武志町                       | [ 注釈 2 ]       |
| 国道9号 / 出雲バイパス                                               | 大津町                       | [ 注釈 3 ]       |
| 国道184号 島根県道26号出雲三刀屋線 重複区間起点                      | 大津町                       | 神立橋西詰交差点 |
| 島根県道26号出雲三刀屋線 重複区間終点                                | 大津町                       |                  |
| 島根県道277号多伎江南出雲線                                          | 大津町                       |                  |
| 島根県道27号出雲市停車場線                                           | 今市町                       |                  |
| 国道184号                                                            | 渡橋町                       |                  |
| 島根県道28号出雲大社線                                               | 白枝町                       | 白枝交差点       |
| 国道9号 / 出雲バイパス                                               | 白枝町                       | 白枝西交差点     |
| 島根県道162号大社立久恵線 重複区間起点                               | 松寄下町                     | 高松中央橋交差点 |
| 島根県道162号大社立久恵線 重複区間終点                               | 松寄下町                     |                  |
| 国道431号                                                            | 大社町中荒木                 |                  |
| 国道431号 重複区間起点                                               | 大社町杵築西                 |                  |
| 国道431号 重複区間終点 島根県道29号大社日御碕線                      | 大社町杵築北                 | 終点             |

### 主要施設
- 一畑電車北松江線 園駅
- 一畑電車北松江線 湖遊館新駅駅
- 一畑電車北松江線 旅伏駅（たぶしえき）
- 一畑電車北松江線 美談駅（みだみえき）
- 一畑電車北松江線 大寺駅
- 一畑電車北松江線・大社線 川跡駅（かわとえき）
- 島根県立看護短期大学
- 一畑電車北松江線 武志駅
- 斐伊川河川敷公園
- 島根県立出雲商業高等学校
- 一畑電車北松江線 出雲科学館パークタウン前駅
- 出雲科学館
- ダイワボウ 出雲工場
- 島根県立出雲高等学校
- 出雲市立出雲中央図書館
- JR山陰本線 出雲市駅
- 一畑電車北松江線 電鉄出雲市駅
- 出雲市役所
- 出雲市民病院
- 出雲市民会館
- 島根県警 出雲警察署
- 陸上自衛隊 出雲駐屯地

### 自然景観
- 宍道湖
- 斐伊川
- 神戸川
- 日本海

### 名所・旧跡・観光地
- 島根県宍道湖自然館ゴビウス
- 出雲ゴルフ倶楽部
- 今市大念寺古墳
- JR大社線跡地
- 中国自然歩道
- 出雲大社
- 稲佐の浜海水浴場